# (Love Is Like a) Heat Wave
(Love Is Like a) Heat Wave är en soulpoplåt skriven av trion Holland-Dozier-Holland och lanserad av gruppen Martha and the Vandellas 1963. För musiken står the Funk Brothers och låten är doo wop-inspirerad med call and response-text. Låten blev gruppens första stora hitsingel och var också en viktig försäljningsframgång för det då relativt lilla skivbolaget Motown. Den gavs en tid senare även ut på albumet Heat Wave. Låten blev nominerad till en Grammy Award 1964 i kategorin "Bästa R&B-framförande av duo eller grupp" men vann inte priset.
Låten har senare spelats in av The Supremes på albumet The Supremes Sing Holland-Dozier-Holland, The Who på skivan A Quick One, Linda Ronstadt på albumet Prisoner in Disguise, The Jam på Setting Sons, samt av Phil Collins på hans soulcoveralbum Going Back. Det svenska tjejbandet Nursery Rhymes gjorde en cover på låten vid mitten av 1960-talet.

## Listplaceringar
- Billboard Hot 100, USA: #4[1]
- Billboard R&B Singles: #1

## Kategori
1. ↑  http://www.allmusic.com/artist/martha-the-vandellas-p24539/charts-awards/billboard-singles